# Asc (micologia)

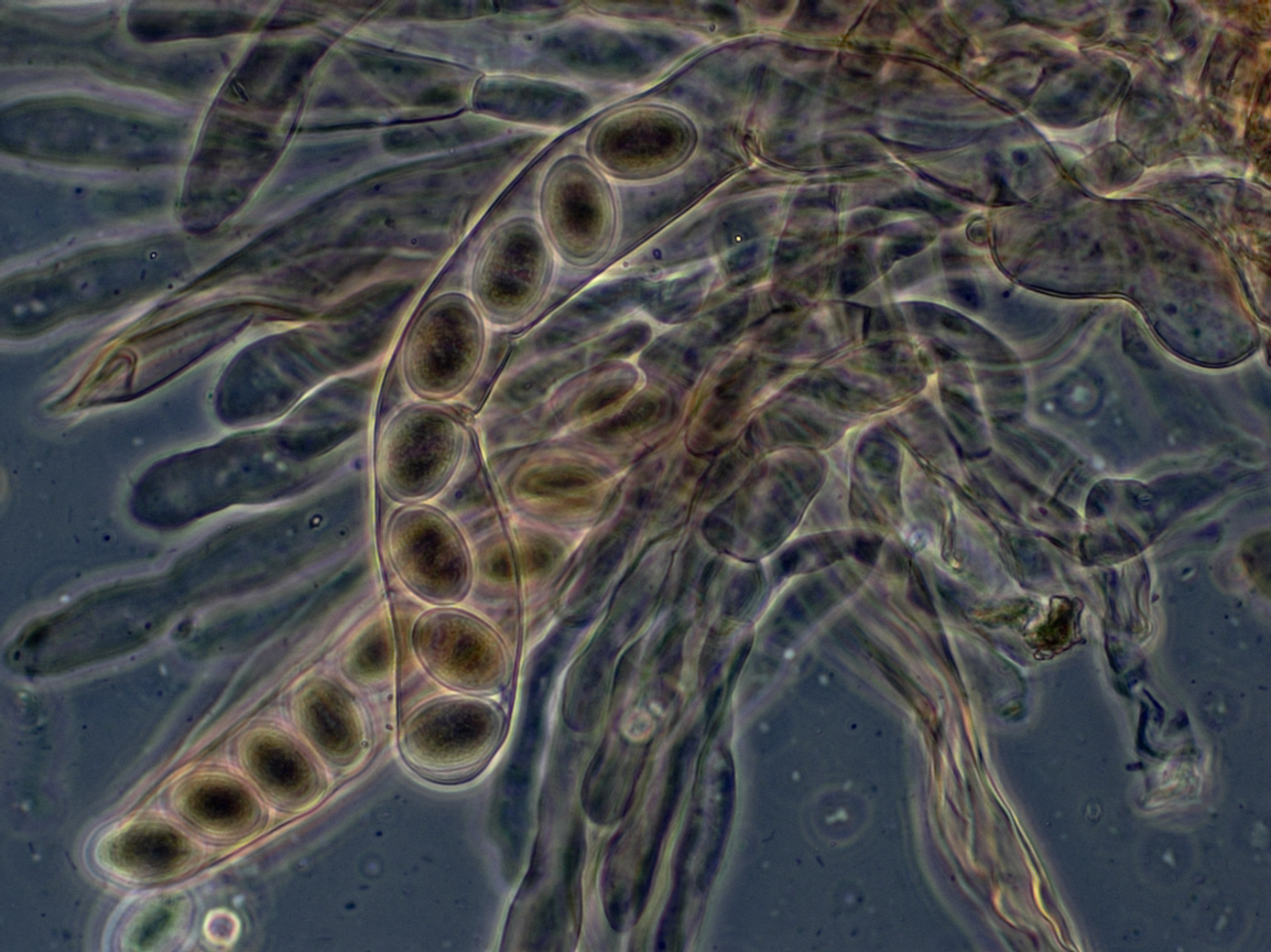
Ascs de la múrgola Morchella elata

Asc (ascus) en micologia és la cèl·lula sexual productora d'espores dels fongs ascomicets. Etimològicament, el nom deriva de la paraula grega que significa pell o sac. De mitjana els ascs (asci) contenen vuit ascòspores, produïdes per divisió cel·lular meiòtica seguida en moltes espècies per la mitosi. Els ascs són les càpsules que contenen les espores sexuals.
En molts casos els ascs formen una capa regular anomenada himeni, dins un cos fructífer visible a ull nu anomenat ascocarp o ascoma. El conjunt de filaments estèrils que acompanyen els ascs dins l'ascocarp conformen l'hamateci.
En altres casos, com en el llevat unicel·lular, no s'hi troba himeni. En rars casos els ascs d'alguns gèneres poden desenvolupar-se regularment dins d'ascs vells descarregats, per exemple en el gènere Dipodascus.
Els ascs normalment alliberen les seves espores per descàrrega activa des de la punta però també ho poden fer de forma passiva des d'un líquid o en forma de pols seca. Típicament la descàrrega activa dels ascs es fa en una punta diferenciada especial, un porus o un opercle. En alguns gèneres que formen himeni, quan un asc rebenta pot induir que també ho facin els altres ascs de l'ascocarp resultant en una descàrrega massiva que es veu com un núvol d'espores fins i tot en algunes espècies com Peziza i altres se sent un soroll en alliberar les espores.
En laboratori s'han fet servir ascs, com els de Neurospora crassa, per a estudiar el procés de la meiosi, ja que aquestes espècies fan la meiosi molt regular i ordenada. També es poden estudiar, gràcies a aquests ascs, altres fenòmens cromosòmics.

## Classificació dels ascs

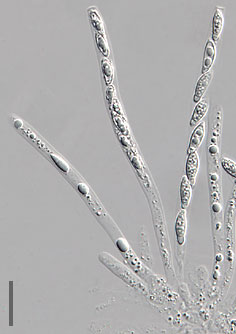
Ascs de Hypomyces chrysospermus

La forma dels ascs és important per classificar els fongs Ascomycota. N'hi ha quatre tipus bàsics.
- unitunicat-operculat tenen un opercle, que s'obre trencant-se quan les espores estan madures. Només es troba aquest tipus en els fongs que tenen apoteci, per exemple la múrgola. 'Unitunicat' significa 'amb paret simple'.
- unitunicat-inoperculat són ascs amb un anell elàstic que funciona com una vàlvula de pressió. L'expansió és breu i allibera les espores. Aquest tipus apareix en apotecis i peritecis un exemple és l'espècie Hypomyces chrysospermus.
- Bitunicat amb asc en doble paret la interior és elàstica. Només es dona aquest tipus en pseudotecis i en les classes de fongs Dothideomycetes i Chaetothyriomycetes'. Exemples: Venturia inaequalis (mota de les pomeres) i Guignardia aesculi (malaltia del castanyer bord).

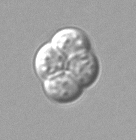
Ascs def Saccharomyces cerevisiae amb una tètrada de quatre espores

- Prototunicat són de forma esfèrica i sense mecanisme de dispersió actival. S'alliberen les espores per altres influències com són els animals. Es troben ascs d'aquest tipus tant en peritecis com cleistotecis, per exemple en la malaltia de l'om holandesa (Ophiostoma). És un calaix de sastre per als tipus que no pertanyen als tres anteriors i segurament han evolucionat dels ascs unitunicats.